# Maison de Rabelais (Langeais)
La maison de Rabelais est une demeure Renaissance dans la commune de Langeais, dans le département français d'Indre-et-Loire.
Construite au XVIe siècle, la tradition rapporte que Rabelais l'aurait habitée. Elle est inscrite comme monument historique en 1943

## Localisation
La maison de Rabelais se situe dans le centre-ville, à l'angle nord de la rue qui aboutit au château et de la place qui la termine.

## Histoire
La maison dite de Rabelais est construite au XVIe siècle ; elle doit son nom à la tradition qui veut que François Rabelais y ait séjourné, mais cette tradition ne repose sur aucune source,.
Ses façades sur rue et ses toitures font l'objet d'une inscription au titre des monuments historiques par arrêté du 16 septembre 1943.

## Description
Cette maison présente un étage en encorbellement typique de la Renaissance.
Au-dessus du rez-de-chaussée, les baies sont encadrées par des pilastres cannelés surmontés de chapiteaux Renaissance.
Les fenêtres étaient à l'origine équipées de meneaux qui ont disparu.

## Pour en savoir plus